# Temple d'Apol·lo (Cirene)
El Temple d'Apol·lo fou un antic temple grec  a Cirene, a l'actual Líbia. Les ruïnes en formen part del jaciment arqueològic de Cirene, Patrimoni de la Humanitat de la Unesco.

## Història
Es va construir en l'època arcaica, al voltant del 550 abans de la nostra era. Apol·lo era la deïtat principal de Cirene, i estava vinculat a través de l'Oracle de Delfos a la història fundacional de la ciutat. El santuari estava associat a la festa anual espartana de les Carnees.

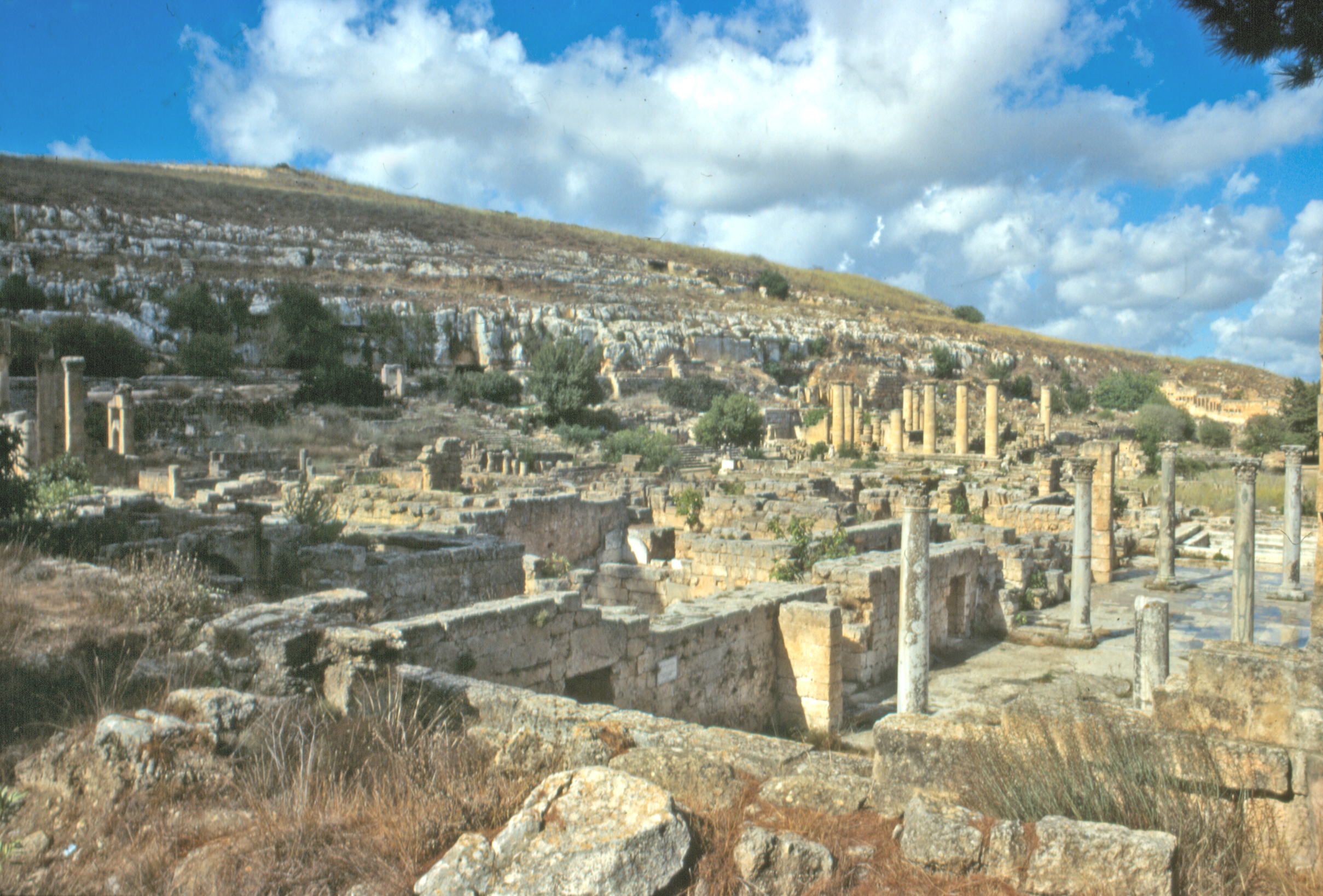
Santuari d'Apol·lo de Cirene

En la primera fase, el temple consistia en un simple mègaron sense columnes en peristil. El peristil s'hi afegí en la segona meitat del 500 ae. El temple fou reconstruït en el període clàssic, en el 300 ae. L'incendiaren en la Guerra de Kitus, la segona revolta jueva del període romà, cap al 115-117. Després va ser reconstruït de nou. El temple es va destruir en el terratrèmol de Creta de l'any 365.
Les ruïnes del temple foren restaurades per arqueòlegs italians entre el 1957 i el 1974.

## Edificis i troballes

### Temple
Era al bell mig del Santuari d'Apol·lo, més ampli, que es trobava a la part occidental de la vall entre els dos pujols de la ciutat, al nord de l'acròpoli, a uns 80 metres de fondària. A la zona del santuari s'accedia per l'anomenada Via de la Vall des dels districtes centrals de Cirene.

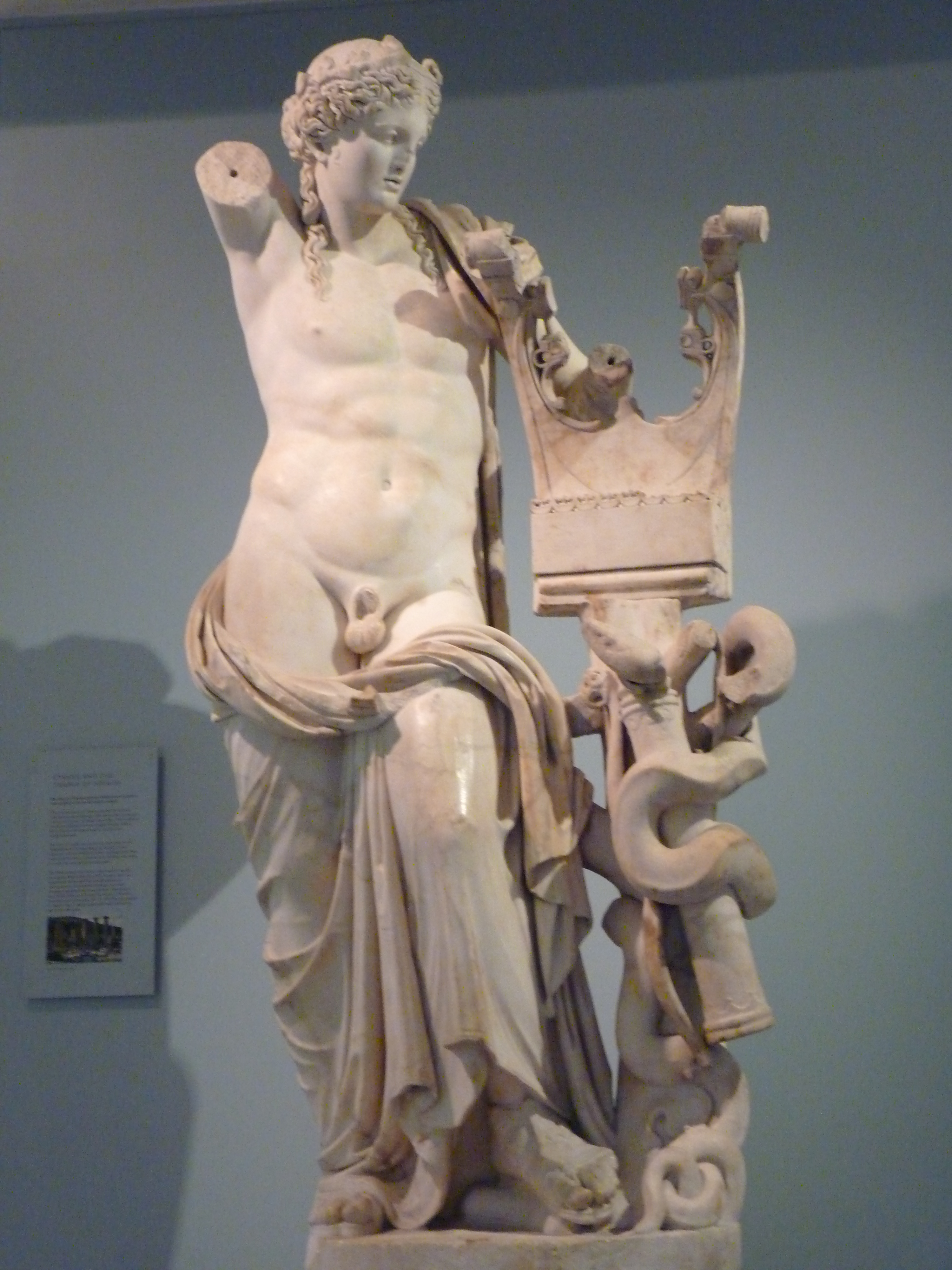
L'anomenat Apol·lo de Cirene. Còpia del prototip hel·lenístic del segle 100 ae, ara al Museu Britànic

El temple era d'estil dòric. El seu estilòbata feia uns 35,8 × 18,4 m, i el temple en si, uns 34,25 × 16,9 m. Tenia sis columnes (hexàstil) als costats curts i 11 als costats llargs, amb una alçada d'uns 7,9 m. Les columnes no tenien estries ni línies verticals. A dins, hi havia un gran naos, però no pas un pronaos ni un opistòdom; aquest hi fou substituït per un àditon que servia de tresoreria. El sostre de l'àditon estava sostingut per quatre columnes.
A l'interior del temple hi havia una estàtua de culte d'Apol·lo, del segle 100 abans de la nostra era, basada en un model hel·lenístic, d'una altura de 2,29 m. L'estàtua es va trobar durant unes excavacions, trencada en 121 trossos. Fou traslladada al Museu Britànic.
Adossat al temple hi havia un gran altar, d'uns 22 m de longitud, que, segons el costum, se situava a l'est. El van recobri de marbre blanc en el 300 ae.

### Altres edificis del santuari
Al voltant del temple hi havia molts altres petits santuaris i altars. Al nord del Temple d'Apol·lo hi havia un temple dedicat a Àrtemis. El seu altar data de l'any 500 ae, i fou reconstruït l'any 300 ae. A la cantonada sud-est del santuari hi havia un estrategèion construït pels militars de Cirene en el segle 300 ae. A prop n'hi havia un propileu construït en el mateix segle, a través del qual entrava al santuari la Calçada de la Vall. N'hi havia un altre propileu romà construït en la dècada del 100. Al cantó nord-est del santuari hi havia unes termes del 98, fetes per Trajà, que foren destruïdes en el terratrèmol del 365, i substituïdes cap al 400 per unes termes en el període bizantí.